# Holmesimysis nudensis
Holmesimysis nudensis är en kräftdjursart som beskrevs av Holmquist 1979. Holmesimysis nudensis ingår i släktet Holmesimysis och familjen Mysidae. Inga underarter finns listade i Catalogue of Life.